# Valentijn Ouwens
Valentijn Ouwens (Rotterdam, 7 februari 1947) is een Nederlands acteur.
Ouwens heeft een opleiding gevolgd aan de Toneelacademie van Maastricht. Later hield hij zich bezig met de inzet van acteurs bij managementtrainingen. In de jaren tachtig heeft Valentijn Nederlands recht gestudeerd aan de Universiteit van Leiden. Op de Nederlandse televisie kreeg hij bekendheid door zijn rol als Leendert Prent in Goede tijden, slechte tijden, Charles van de Boogaard in Onderweg naar Morgen en Maurice in Unit 13.
Sinds een aantal jaren zit hij in de jury van de Bedrijfsjurist van het jaar.